# Serra de les Mandres
La Serra de les Mandres és una serra situada al municipi d'Estamariu a la comarca de l'Alt Urgell, amb una elevació màxima de 1.995 metres.